# Барон Керью

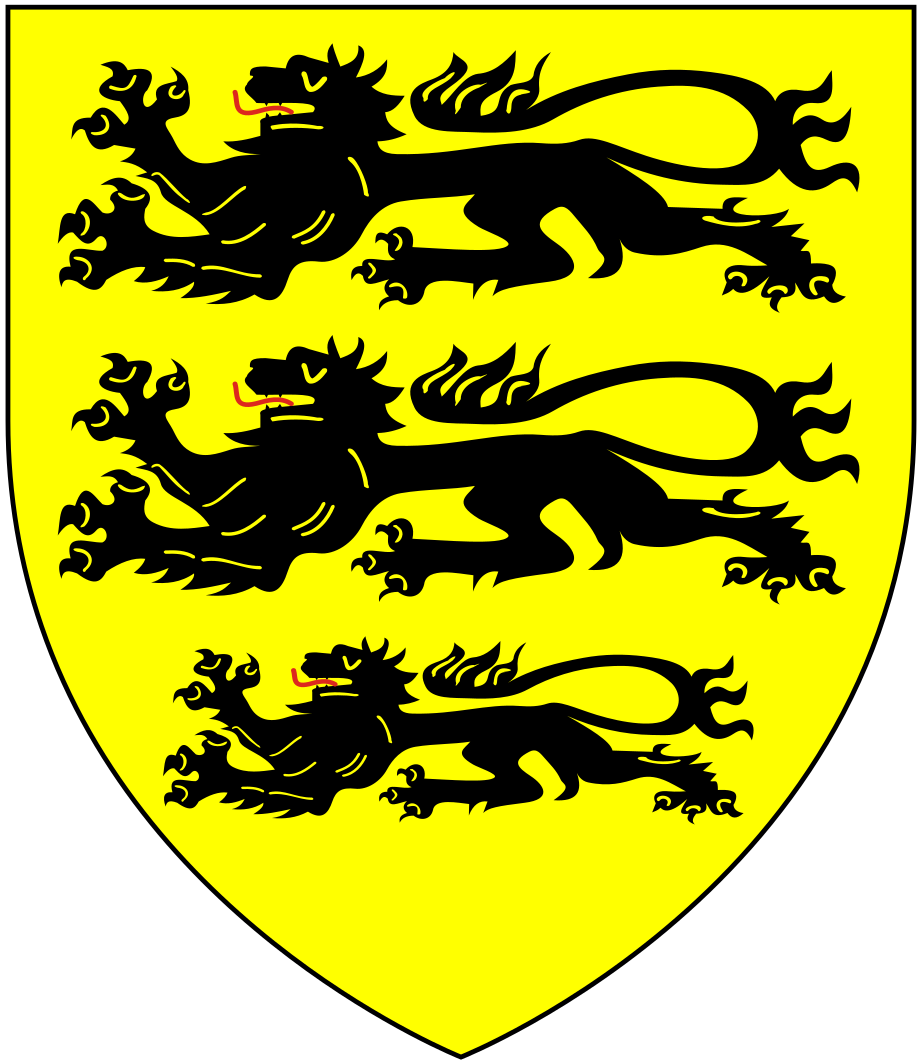
Герб баронів Керью.

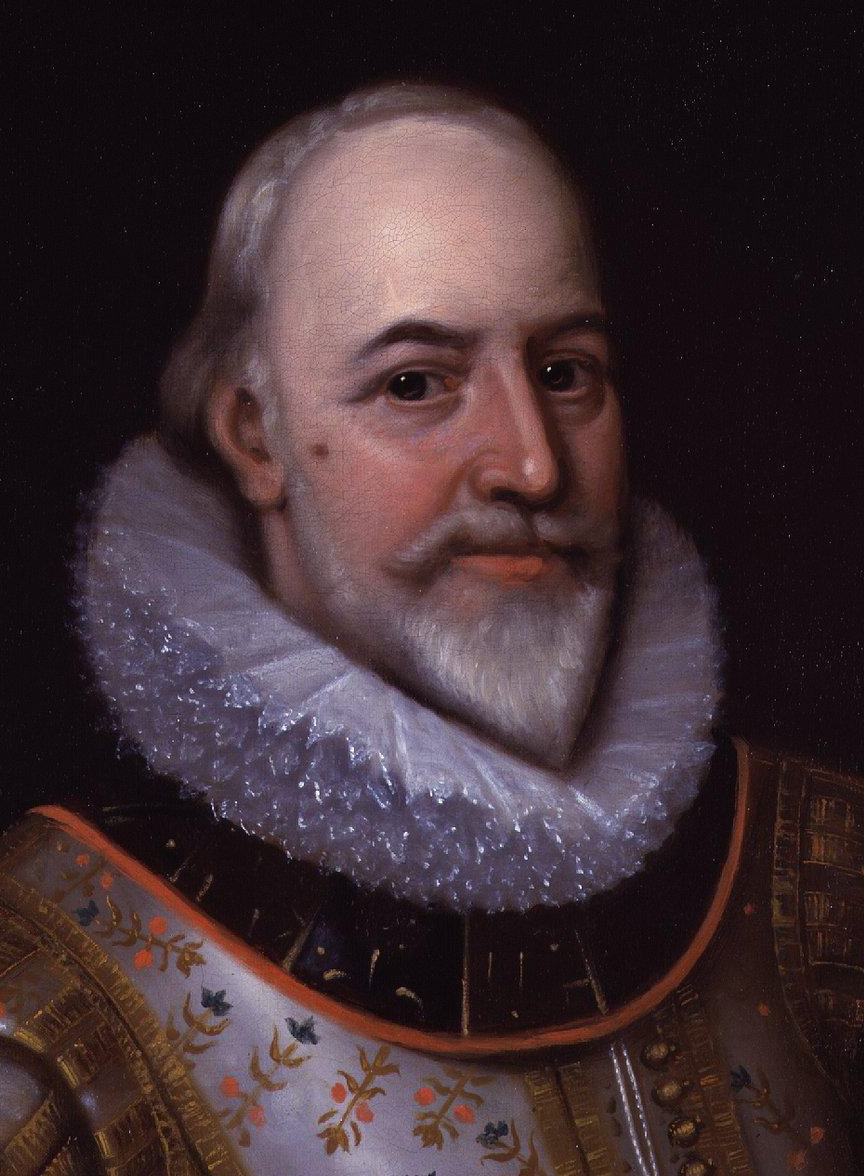
Джордж Керью (1555 – 1629 – І барон Керью, І граф Тотнес.

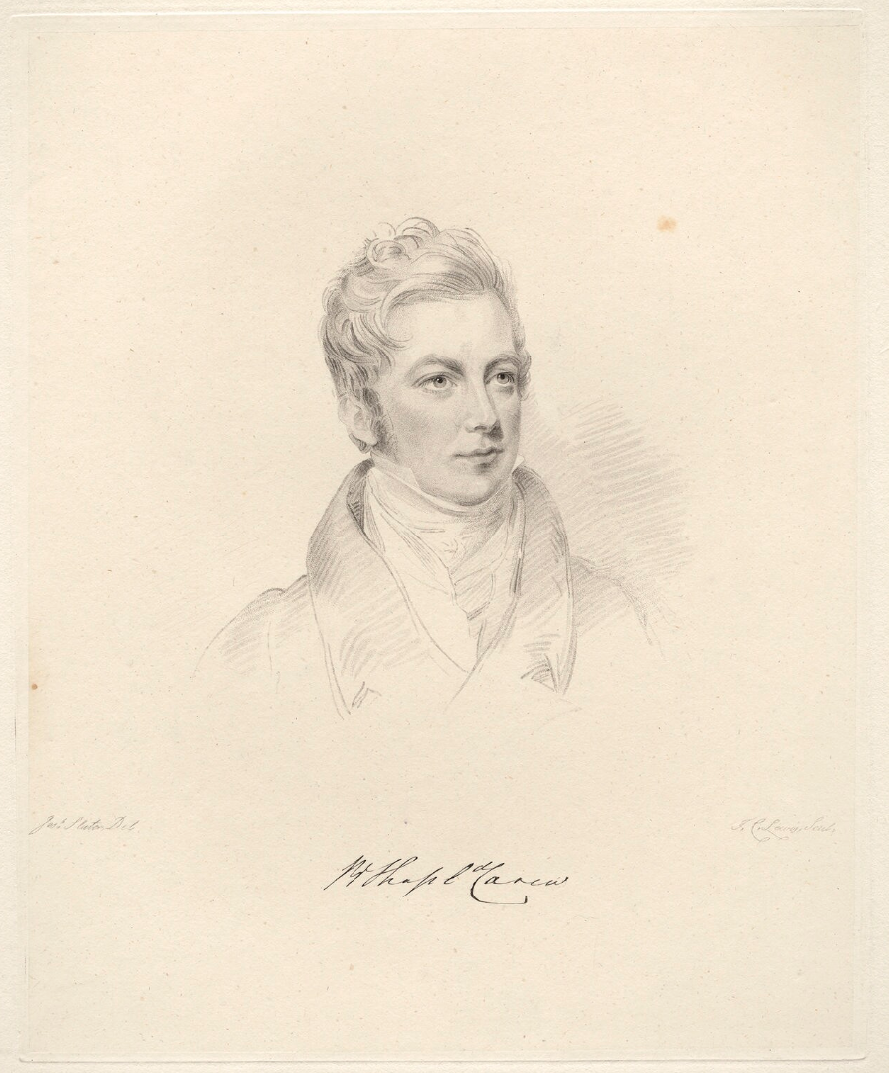
Роберт Керью – І барон Керью.

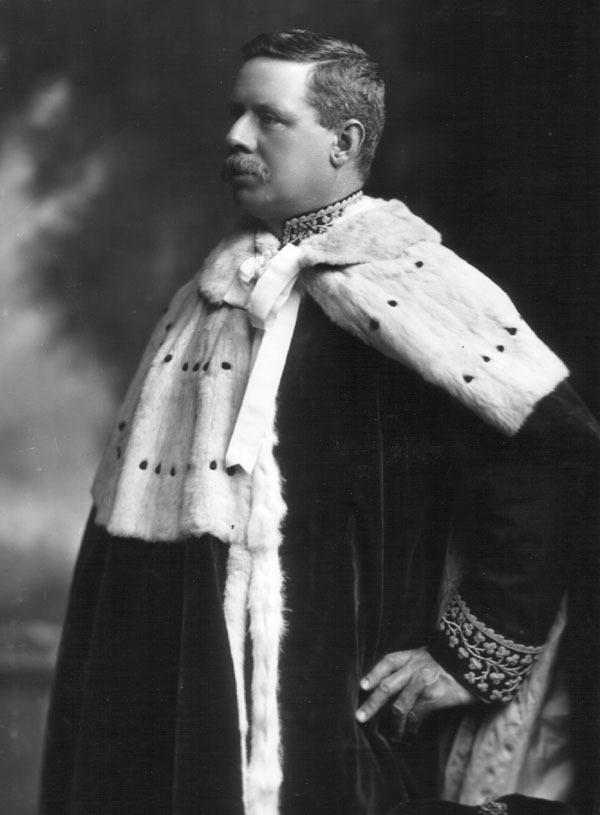
Роберт Керью – ІІІ барон Керью.

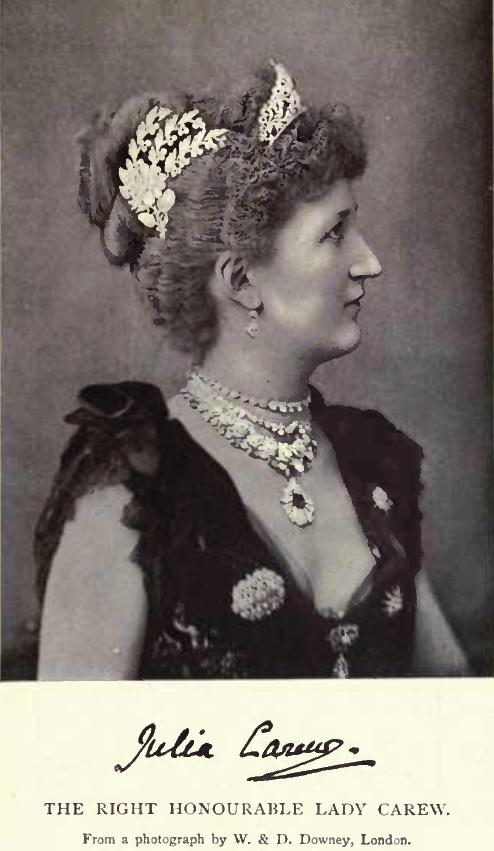
Леді Джулія Керью – дружина Роберта Керью, ІІІ барона Керью.

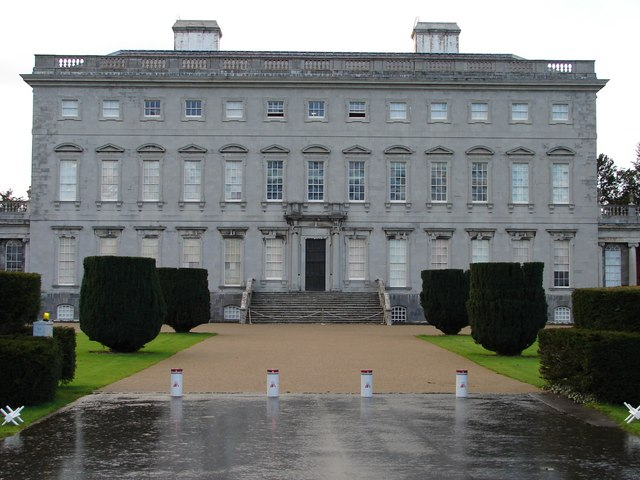
Кастлтаун-Хаус – резиденція баронів Керью.

Барон Керью (англ. - Baron Carew) – аристократичний титул в перстві Ірландії. 

## Історія баронів Керью
Титул барона Керью створювався тричі. Вперше титул барона Керью був створений в перстві Англії для сера Джорджа Керью (1555 – 1629). Пізніше він одержав титул графа Тотнес у 1626 році. Обидва титули зникли після його смерті, оскільки він не лишив спадкоємців. Сер Джордж Керью служив королеві Англії Єлизаветі І і брав участь в остаточному завоюванні Ірландії Тюдорами – завоюванні останніх незалежних ірландських королівств та брав участь у придушенні повстань за незалежність Ірландії. За це він отримав посаду лорда Манстера (Муму). Він був авторитетним знавцем геральдики і був автором книги по геральдиці, що була написана в 1588 році. Він був сином доктора Джорджа Керью – декана Віндзора, третього сина Едмунда Керью – барона Керью з Моханс-Оттер, що в парафії Луппітт, Девоншир та його дружини Кетрін Гаддесфілд – дочки та спадкоємиці сера Вільяма Гаддесфілда (пом. 1499). Його старший брат Пітер Керью був убитий в Ірландії в 1580 році. Джордж Керью успадкував замок і маєток Аптон-Геллоніс, що біля Кредитона (Девоншир), а потім продав цю спадщину родині Янг. У 1578 році Керью став капітаном королівського флоту і здійснив подорож разом із сером Гамфрі Гілбертом. У 1579 – 1580 роках він очолював полк ірландської піхоти, потім полк кавалерії під час Другого повстання Десмонда. Після смерті свого брата в битві при Гленмалурі, від якої його утримав його дядько Жак Вінгфілд, він був призначений констеблем замку Лейлін. Незабаром після цього він власними руками вбив кількох ірландців, підозрюваних у вбивстві його брата і засуджених урядом. Джордж Кер’ю дуже сподобався королеві Англії Єлизаветі І, її головному секретарю серу Вільяму Сесілу та його сину, майбутньому секретарю Роберту Сесілу. У 1582 році він був призначений джентльменом королеви, а в 1583 році — верховним шерифом Карлоу. Він отримав свій лицарський титул в Крайст-Черч, Дублін, 24 лютого 1586 року від рук свого друга сера Джона Перро, нещодавно призначеного лорда-протектора Ірландії. Того ж року він був у суді, лобіюючи урядові справи в Ірландії. Він відмовився від посади посла у Франції і повернувся до Ірландії в 1588 році, щоб стати на чолі королівської артилерії (посаду він залишив після призначення генерал-лейтенантом артилерії в Англії в 1592 році). Він був присутній, коли новий лорд-депутат Ірландії Вільям Фіцвільям мав справу з бунтівниками з полків сера Джона Норріса в Дубліні і був призначений до таємної ради Ірландії 25 серпня 1590 року. У травні 1596 року Джордж Керью взяв участь в експедиції до Кадіса з графом Ессексом, у 1597 році в експедиції на Азорські острови і в тому ж році під час спроби вторгнення 3-ї іспанської армади. Незабаром після того, як він був обраний депутатом парламенту від Квінборо, У 1598 році він на короткий час поїхав до Франції як посол при дворі короля Генріха IV у компанії секретаря Сесіла. Він був призначений скарбником на війні в Ессексі в Ірландії в березні 1599 року, а після раптового від'їзду останнього у вересні того ж року, залишивши острів у безладі, Керью був призначений лордом-суддею.
Наступні два створення титулу барона Керью були для одної тієї ж особи – сера Роберта Шепланда Керью (1787 – 1856), що був депутатом Палати громад парламенту Об’єднаного Королівства Великої Британії та Ірландії і представляв в парламенті графство Вексфорд і служив лорд-лейтенантом графства Вексфорд. У 1834 році він отримав титул барона Керью в перстві Ірландії, а в 1838 році отримав титул барона Керью із замку Боро, що в графстві Вексфорд у перстві Великої Британії. Він був відомим землевласником та політиком, належав до партії вігів (лібералів). Він народився в Дубліні, був сином Роберта Шепланда Керью, також депутата парламенту і землевласника, і його дружини Енн (уроджена Піготт). Він здобув освіту в Ітон-коледжі та Крайст-Черч в Оксфорді. У 1851 році він був удостоєний звання кавалера ордена Святого Патрика. 16 листопада 1816 лорд Керью одружився з Джейн Кетрін Кліфф (1798 – 1901) – дочкою майора Ентоні Кліффа та його дружини Френсіс Дін. У них було троє синів і дочка. 
Титул успадкував його старший син, що став ІІ бароном Керью. Він був політиком, належав до партії лібералів, був депутатом парламенту від графства Вотерфорд, обіймав посаду лорд-лейтенанта графства Вексфорд. Він народився в Дубліні, був сином Роберта Керью - І барона Керью та його дружини Джейн Кетрін Кліфф. Він здобув освіту в Ітон-коледжі та Крайст-Черч Оксфордського університету як і його батько. У 1844 році він одружився з Емілі Енн Філіпс – дочкою сера Джорджа Річарда Філіпса – ІІ баронета Філіпс. У них було двоє синів.
Титул успадкував його син - Роберт Шепланд Джордж Джуліан Керью, що став ІІІ бароном Керью. Він народився в Дубліні, був старшим сином Роберта Шепланда Керью – ІІ барона Кер’ю та його дружини Емілі Енн Філіпс - дочки сера Джорджа Річарда Філіпса, ІІ баронета Філіпс. Він здобув освіту в Трініті-коледжі, Кембридж. Він отримав посаду заступника лорд-лейтенанта графства Вексфорд, проживав у родинному гнізді в Каслборо-Хаус. Він одружився з Джулією Мері Летбрідж - дочкою Альберта Артура Еріна Летбріджа та Джейн Хілл. Одруження відбулось 27 червня 1888 року в Сент-Джордж, Ганновер-сквер, Лондон. Джулія народилася в Гамільтоні, Онтаріо, 9 жовтня 1863 року. У дитинстві вона провела кілька років у Персії, де її двоюрідний дядько Чарльз Елісон (1810 - 1872) був британським послом. Освіту здобула в Англії. Мініатюра Джулії К. Террелла була виставлена в Королівській академії мистецтв, Лондон, 1900 р. Її портрет і ескіз з’явилися в «Чоловіках і жінках дня» (Лондон: 1889). Дітей у пари не було. Після смерті ІІІ барона Керью титул барона успадкував його молодший брат Джордж Патрік Джон Керью, що став IV бароном Керью.
Після його смерті ця лінія родини перервалась. Титул успадкував його двоюрідний брат, що став V бароном Керью. Він був сином його ясновельможності Шапланда Френсіса Керью – молодшого сина І барона Керью. Титул успадкував його син, що став VI бароном Керью. У 1938 році він прийняв додаткове прізвище Коноллі, що було прізвищем його діда по материнській лінії. 
На сьогодні титулом володіє  його син, що став VII бароном Керью. Титул він успадкував в 1994 році. У період 1956 – 1965 років VI барон Керью володів замком і маєтком  Кастлтаун-Хаус, що в графстві Кілдер. У той час цей маєток вважався найкращим заміським будинком в Ірландії. Нині цей замок і маєток є відкритими для публіки музеями, належать державі Ірландія. 
Історичною резиденцією баронів Керью був замок Вудстаун-Хаус, що в графстві Вотерфорд (Ірландія), але зараз резиденцією баронів Керью є замок Донадеа-Хаус, що біля Наас (графство Кілдер, Ірландія). 

## Барони Керью (1834)
- Роберт Шепланд Керью (1787 – 1856) – І барон Керью
- Роберт Шепланд Керью (1818 – 1881) – ІІ барон Керью
- Роберт Шепланд Джордж Джуліан Керью (1860 – 1923) – ІІІ барон Керью
- Джордж Патрік Джон Керью (1863 – 1926) – IV барон Керью
- Джеральд Шепланд Керью (1860 – 1927) – V барон Керью
- Вільям Френсіс Коноллі-Керью (1905 – 1994) – VI барон Керью
- Патрік Томас Коноллі-Керью (1938 р. н.) – VII барон Керью

Спадкоємцем титулу є син теперішнього власника титулу його ясновельможність Вільям Патрік Коноллі-Керью (1973 р. н.). Спадкоємцем спадкоємця титулу є його син Патрік Едвард Коноллі-Керью (2002 р. н.).